# Betäubungsmittel-Kostenverordnung
Die Betäubungsmittel-Kostenverordnung (BtMKostV) gemäß dem deutschen Betäubungsmittelgesetz dient dazu, die Kosten zu decken, die durch Amtshandlungen des Bundesinstituts für Arzneimittel und Medizinprodukte (BfArM) im Rahmen seiner Kontrollaufgaben und -befugnisse entstehen.